# Waschhaus (Billy-sous-Mangiennes)

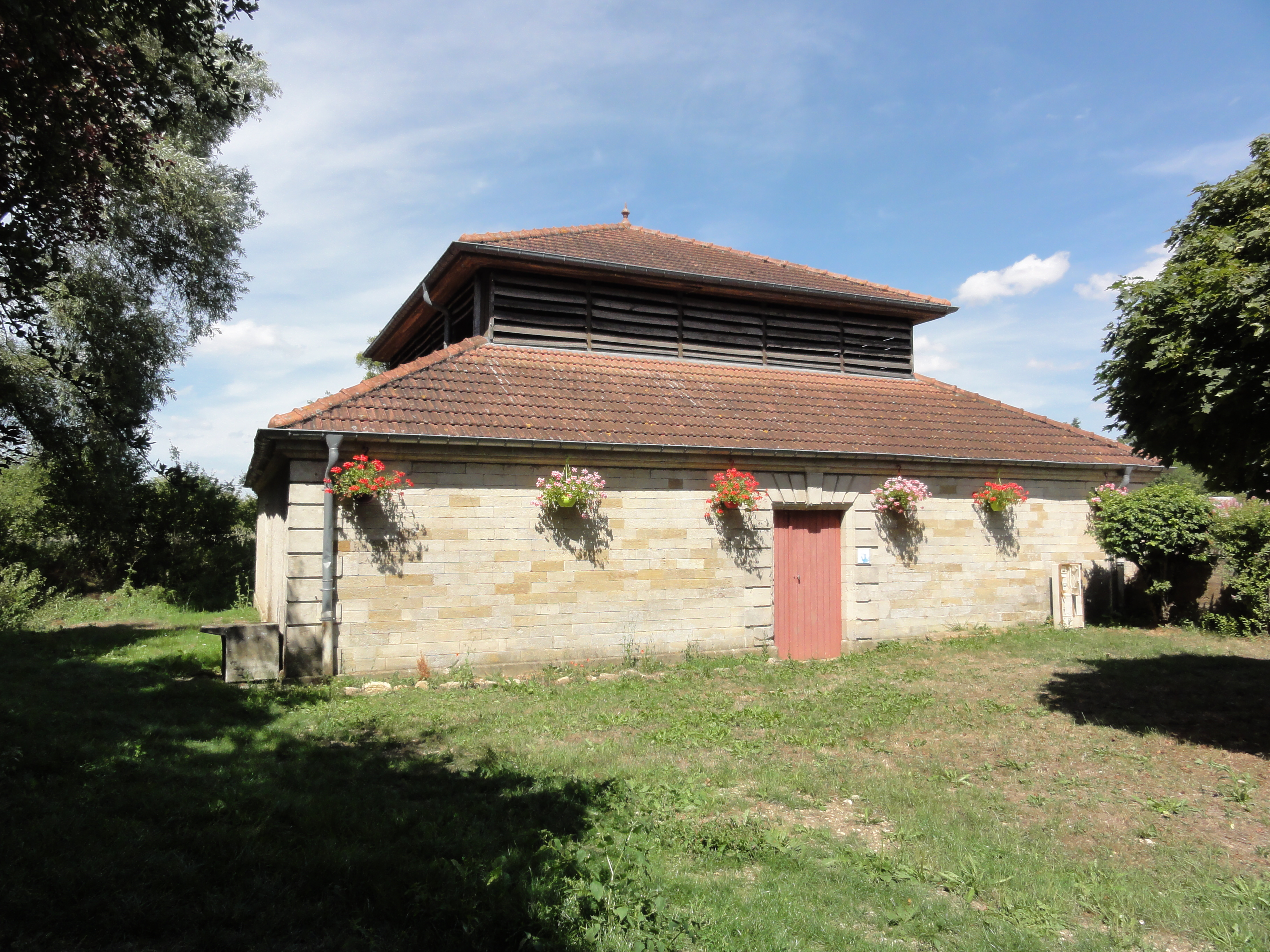
Waschhaus in Billy-sous-Mangiennes

Das öffentliche Waschhaus (französisch lavoir) in Billy-sous-Mangiennes, einer französischen Gemeinde im Département Meuse in der Region Grand Est, wurde 1857 errichtet. 
Das aufwändige Waschhaus aus Sandsteinmauerwerk, das vom Fluss Loison mit Wasser versorgt wird, hat vier Becken im Inneren. Die Türrahmung und die Eckquaderung sind mit Bossenquadern ausgeführt. Die obere Dachhälfte mit Belüftung wurde einige Jahre nach der Erbauung hinzugefügt.